# Гришино (Запорожская область)
Гришино (укр. Гришине) — село,
Балковский сельский совет,
Токмакский район,
Запорожская область,
Украина.
Код КОАТУУ — 2325280402. Население по переписи 2001 года составляло 191 человек.

## Географическое положение
Село Гришино находится на левом берегу реки Курошаны,
ниже по течению на расстоянии в 1,5 км расположено село Козолуговка.
Река в этом месте пересыхает.

## История
- 1921 год — дата основания.